# Il sonno del sogno
Il sonno del sogno (Ned: De slaap van een droom) is een muziekalbum van Runes Order. Het album bevat muziek, die enig lid van de band Claudio Dondo schreef bij een theatervoorstelling van Trapobana, een kunstgezelschap uit Cosenza, Calabrië. Het gezelschap voerde Il sonno del sogno voor het eerst op op 28 mei 2000 in het Teatro dell’Acquario tijdens het festival Eventi d’Arte. De muziek van Dondo is duister als altijd en is opgenomen in Dondo’s eigen geluidsstudio te Genua.

## Musici
- Claudio Dondo – synthesizers, elektronica

## Muziek
| Nr. | Titel                         | Duur  |
| --- | ----------------------------- | ----- |
| 1.  | Dormiveglia                   | 6:49  |
| 2.  | La soglia del sonno           | 6:19  |
| 3.  | Sonno attivo / Sonno profondo | 12;44 |
| 4.  | Sonnambulismi                 | 4:05  |
| 5.  | La soglia del sogno           | 7:03  |
| 6.  | Oniriche parvenze             | 4:43  |
| 7.  | Il tempo senza tempo          | 5:15  |
| 8.  | Il sogno del sonno            | 6:14  |